# Georg Niege
Georg Niege, né le 25 novembre 1525 à Allendorf et mort en 1589 à Herford, est un lansquenet, poète et psalmiste allemand.

## Biographie
Il est issu du deuxième mariage de l'humaniste et maître d'école Petrus Nigidius d'Allendorf, devenu professeur en titre au Pädagogium de Marbourg. Toute sa vie, il est un luthérien philippiste engagé.
Après un baccalauréat en arts libéraux de l'Université de Marbourg en 1545, Niege rejoint les lansquenets. Il participe à de nombreuses engagements militaires dans le Saint-Empire, en Ecosse et en Suède comme simple mercenaire, et aussi comme musterschreiber (secrétaire chargé de tenir les registres d'enrôlement des troupes), et comme capitaine à partir de 1564. En 1554, il fait un an de prison à Brême car le comte Christophe d'Oldenbourg l'accuse d'avoir détourné de l'argent, mais est soutenu par le prévôt de la cathédrale Saint-Pierre de Brême, Ludolf von Varendorff (de). En 1558, le même von Varendorff appuie sa nomination comme percepteur des impôts. Grâce à la médiation du chef mercenaire Georg von Holle, il reçoit en 1567 le poste de secrétaire de région et de chevalerie de l'évêché de Minden. De 1569 à 1576, il gère la châtellenie d'Hausberge, située dans l'actuel arrondissement de Minden-Lübbecke, mais ne peut se maintenir à ce poste. En 1578, il part pour la guerre aux Pays-Bas en tant qu'écoutète sous les ordres de Caspar Müller. Les dernières années, il est administrateur de la commanderie hospitalière de Lage près d'Osnabrück, et est citoyen à Herford.
Il est auteur de poésie allemande et latine, ainsi que d'une autobiographie en rimes. Il a également mis en musique certaines chansons. de ses œuvres, seul son Creutzbüchlein a été imprimé de son vivant. Sa chanson Aus meines Herzens Grund (Evangelisches Gesangbuch n ° 443) est l'un des hymnes protestants les plus populaires.

## Œuvres
- EPICEDION odder Grabschrifft / der Erbaren vnnd Tugentsamen Matronen / ANNEN LANGENBEKEN ..., Wittenberg, 1558.
- Creutzbüchlein / Wo mit sich ein Christ / Im Creutz / Trübsal vnd Anfechtung zu trösten hab ..., emgo, 1587.